# 휘멜링크저녁쥐
휘멜링크저녁쥐(Calomys hummelincki)는 비단털쥐과에 속하는 남아메리카 설치류이다. 아루바와 브라질, 콜롬비아, 네덜란드령 안틸레스, 베네수엘라에서 발견된다.